# Scopula argyroleuca
Scopula argyroleuca är en fjärilsart som beskrevs av George Francis Hampson 1910. Scopula argyroleuca ingår i släktet Scopula och familjen mätare. Inga underarter finns listade.

## Bildgalleri

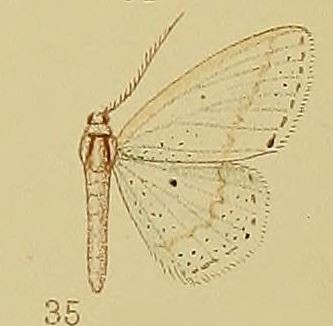